# 劉真 (教育家)

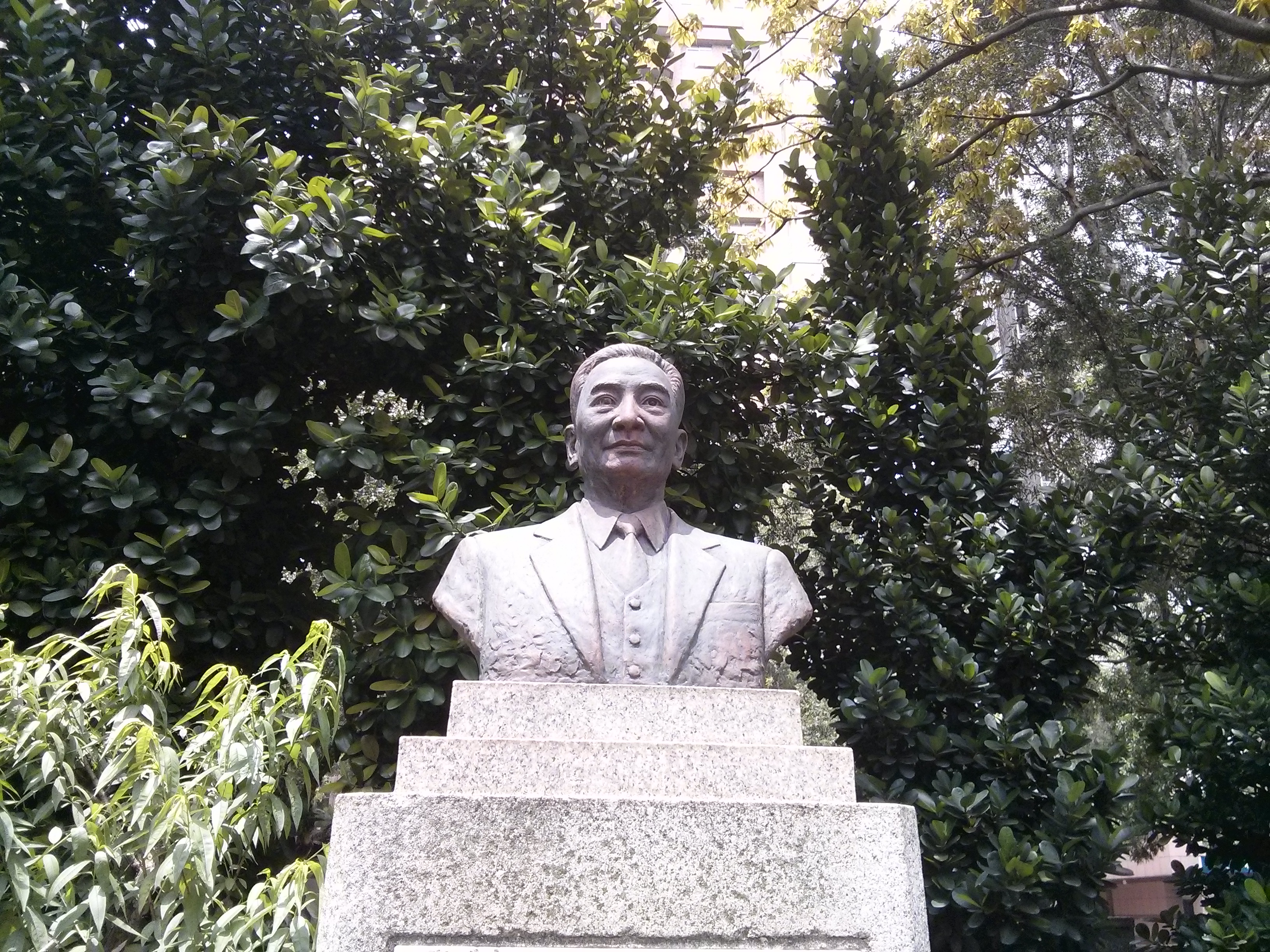
國立臺灣師範大學校內的劉真胸像。

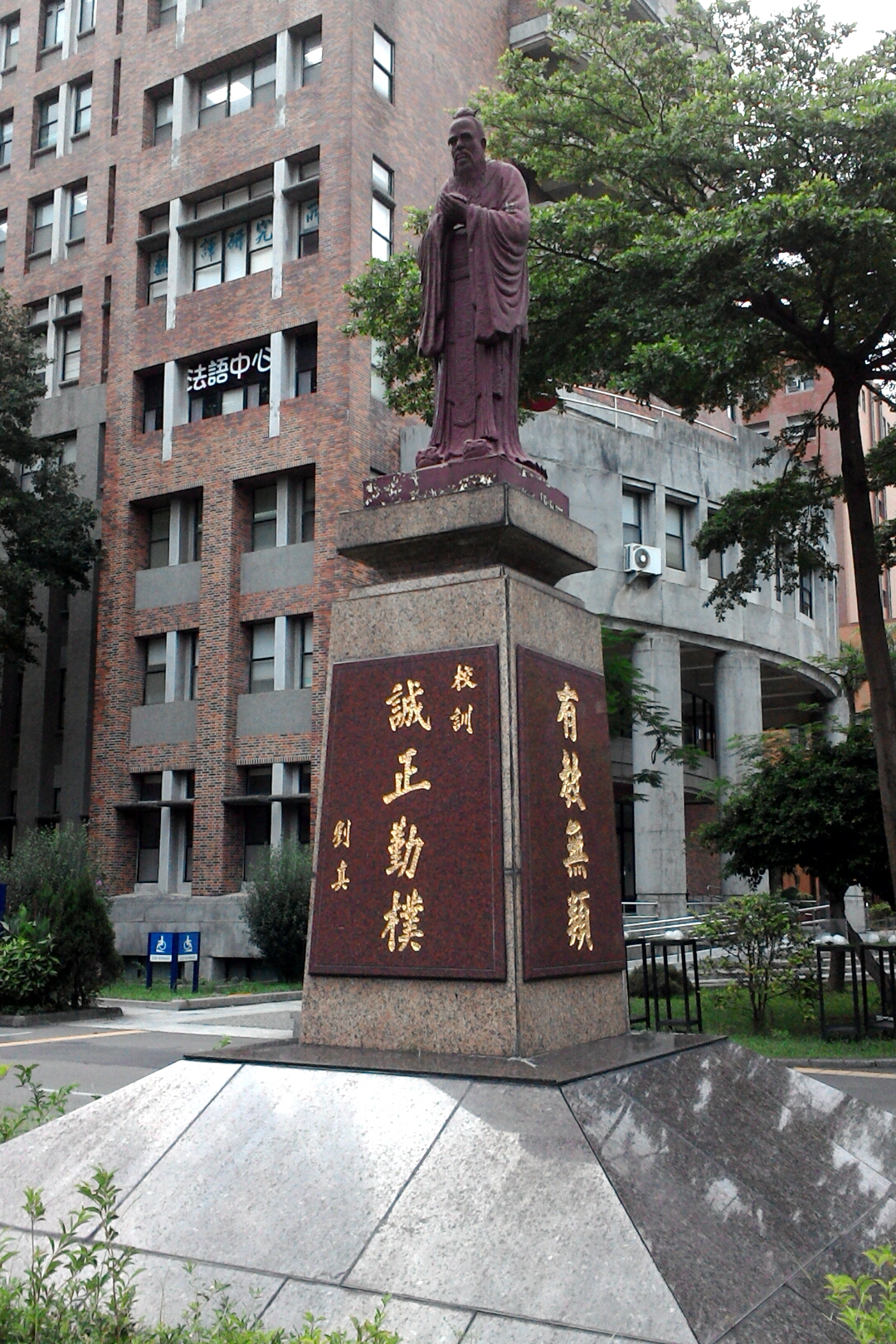
國立台灣師範大學內劉真落款的孔子銅像。

劉真（1913年11月14日—2012年3月28日），字白如，生於安徽鳳台，教育家，曾任立法委員、臺灣省立師範學院院長、國立臺灣師範大學校長、臺灣省政府教育廳長、國立政治大學教育研究所長、總統府資政、中山學術文化基金會董事長等職位。曾獲頒行政院文化獎、一等教育文化獎章。

## 生平
1935年畢業於省立安徽大学（現安徽師範大學）哲學教育系，曾在日本東京高等師範及美國賓州大學研究三年。1941年任湖北師範學院教授，並主管訓導工作。
1949年四六事件後，陳誠發表整頓學風談話，指派劉真負責師大整頓學風委員會，由劉真任主任委員，以整頓學風、停止學潮，後出任臺灣師範學院院長。在謝東閔請辭後，由劉真接任台灣省立師範學院校長，劉真時年38歲。此後長期擔任臺灣師範學院校長一職。1950年，蔣介石重新擔任中華民國總統（1950年3月1日－1975年4月5日），曾召見劉真，詢問四六事件的學潮處理經過。
劉真前後主持師院及師大校務長達8年4個月，也是國立臺灣師範大學升格後的首任校長，當時只有42歲，曾是最年輕的大學校長。其治校風格，使師範學院的校風趨於保守，與同樣受四六事件影響的台灣大學，往後發展有著極大的差異。在校長任內，制訂師大校訓「誠正勤樸」，也素以「誠正勤樸」、「有愛無恨」期勉學生，爭取校本部圖書館校區校地。積極延聘碩學名儒，諸如黃君璧、陳大齊、梁實秋、田培林、陳可忠、溥心畬、潘重規、蘇雪林等大師到學校任教，此外修建學生宿舍、興建圖書館，加強文史教育，訂定國語、國文及英文三科統一考試，成績不及格就不能畢業、舉辦「國學講座」。在他任內，省立師範學院升格為國立臺灣師範大學。
1957年劉真擔任台灣省教育廳長，任內嚴禁國民學校（小學）高年級生補習與於1961學年度推行初中（職）聯招廢考常識。前者使補習轉入地下，後者則引起社會爭議，且並未因此緩和惡補，另有部份國校因此高年級不按課程標準上自然、地理、歷史與公民，初中生博物、生理衛生、地理、歷史與公民程度亦有所倒退。
2012年3月28日清晨於台北市立聯合醫院和平院區辭世，享壽九十九歲。是年5月13日上午，遺屬假臺北市第一殯儀館景行廳舉行「劉真先生告別式」，隨後發引安葬北海墓園，與其夫人石裕清長伴左右。

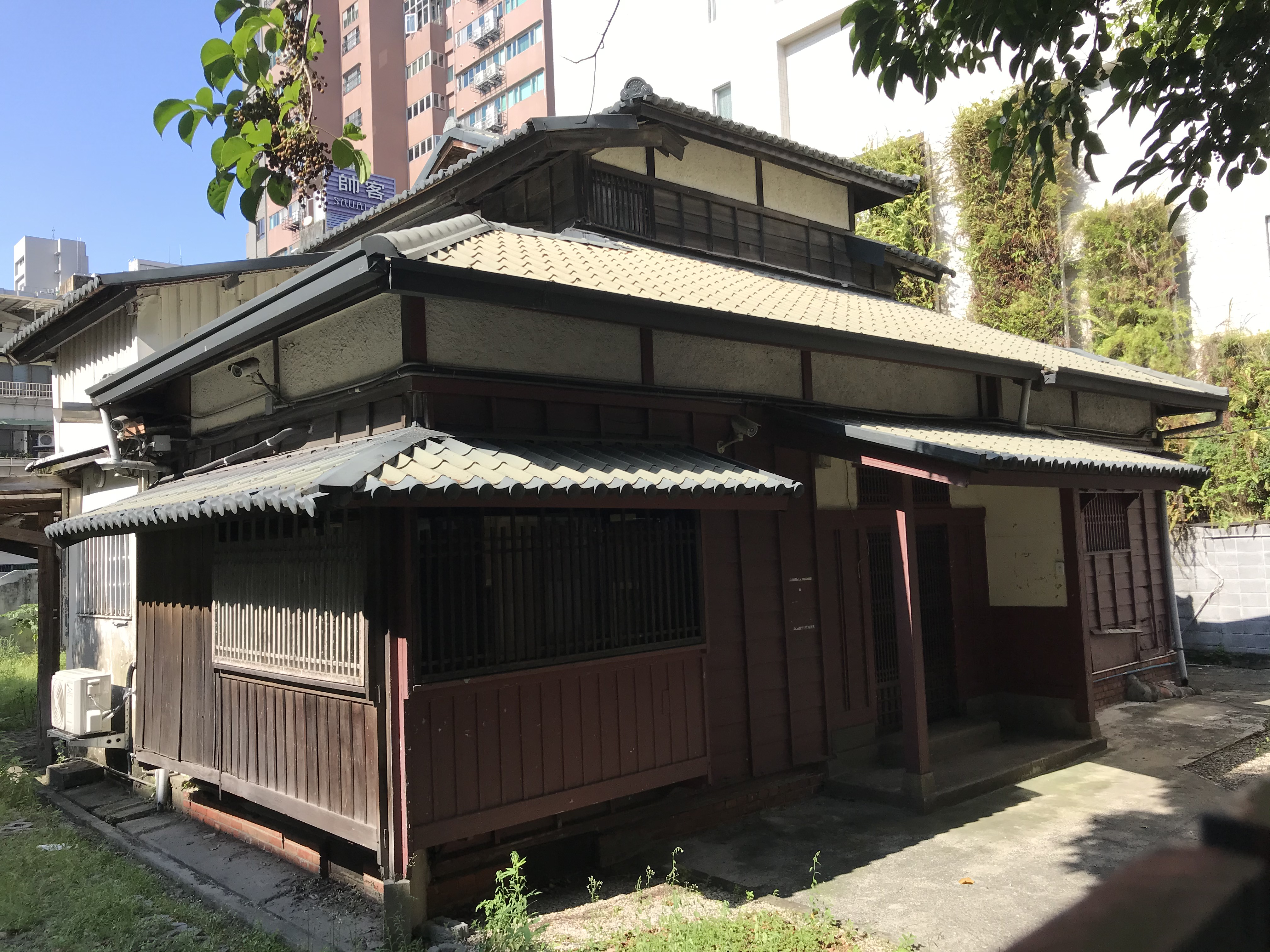
劉真校長故居

## 外部連結
http://pr.ntnu.edu.tw/news/index.php?mode=data&id=11784 （页面存档备份，存于）